# Průrazuvzdornost
Průrazuvzdornost je schopnost materiálu odolat nárazu zahroceného tělesa předepsaného tvaru. Také se nazývá vrubová houževnatost.
Pokud je dostatečně vysoká, tak jde i o neprůstřelnost. Udává se v joulech (J). Někdy i v J.mm−2.
U tuhých (nelámavých) materiálů se podobně jako u tvrdosti měří hloubka průniku, namísto síly se však používá předepsaná práce (kinetická energie). U lámavých materiálů (např. litina) se udává ještě prahová kinetická energie, při které se testovaný kousek zlomí.